# Yu Yu Hakusho: Eizo Hakusho
Yū Yū Hakusho: Eizō Hakusho (映像白書) são pequenos curtas, uma espécie de extras, que foram lançados depois que a série em anime foi finalizada. Estes extras foram fragmentados em pequenas sequências, algumas delas mostrando curiosidades sobre fatos ocorridos dentro da história original e que não foram mostrados na animação, como é o caso da tão famosa foto de Yusuke com seus amigos.
Os OVAs apresentam clipes muito curtos que ocorrem após o fim da série. Eles também contêm montagens de vídeo do anime, músicas de imagem, entrevistas dublador, e curtas-metragens de animação satiracal.
Eles foram divididos em 2 partes.

## Eizō Hakusho
O primeiro Eizō Hakusho é dividido em duas partes: A primeira traz os resumos das lutas de cada personagem no Torneio das Trevas até o Time Uraotogi, ao som de image songs cantadas pelos personagens. No final, há uma animação nova que mostra Koto entrevistando o Time Urameshi logo antes da luta contra o Time Toguro. Há também uma entrevista com o Nozomu Sasaki, dublador de Yusuke. A segunda parte, traz os resumos das lutas contra o Time Toguro e mais image songs. No final, uma animação inédita mostrando como a foto do encerramento "Sayonara Bye Bye" foi tirada, e uma entrevista com os dubladores Megumi Ogata e Nobuyuki Hiyama.
A maior parte do Eizō Hakusho pode ser inútil para quem já viu todas as lutas do torneio, mas as músicas acabam possibilitando uma releitura dessas lutas. A parte boa mesmo são as duas animações extras, totalmente imperdíveis.

## Eizō Hakusho II
O segundo Eizō Hakusho foi originalmente lançado em quatro fitas VHS, uma para cada personagem. Em cada uma há, primeiro, um clipe musical com cenas inéditas para cada personagem. Em seguida, resumos das lutas da saga de Sensui e Makai, como os resumos do primeiro Eizō Hakusho. Seguem, então, dois extras em cada fita: Seiyuu Conversation e Guest Talk Battle onde os dubladores conversam descontraidamente. As fitas são finalizadas com o Muu Muu Hakusho, que são sonhos de Yusuke, divididos em quatro partes.